# Nord-Ost-Kirche (Frankfurt am Main)
Die evangelische Nord-Ost-Kirche im Frankfurter Stadtteil Ostend ist die Kirche der Evangelischen Personalkirchengemeinde Nord-Ost, deren Gründung maßgeblich auf den Frankfurter Kaufmann und Bankier Johann Carl de Neufville (1849–1938) zurückgeht. Er gehörte als Nachfahre einer Hugenottenfamilie aber zeitlebens der Französisch-Reformierten Gemeinde in Frankfurt am Main an.

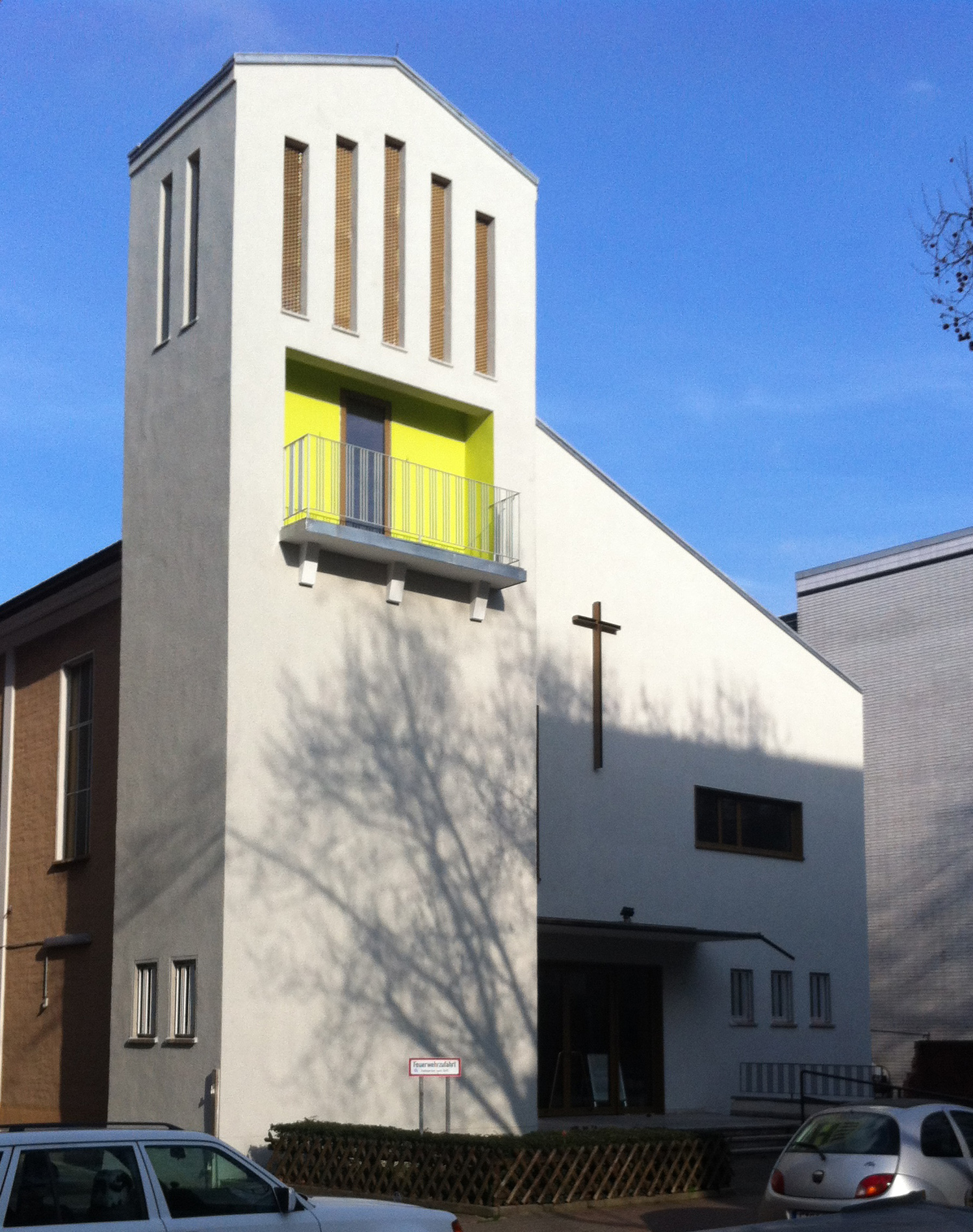
Nord-Ost-Kirche, Südansicht

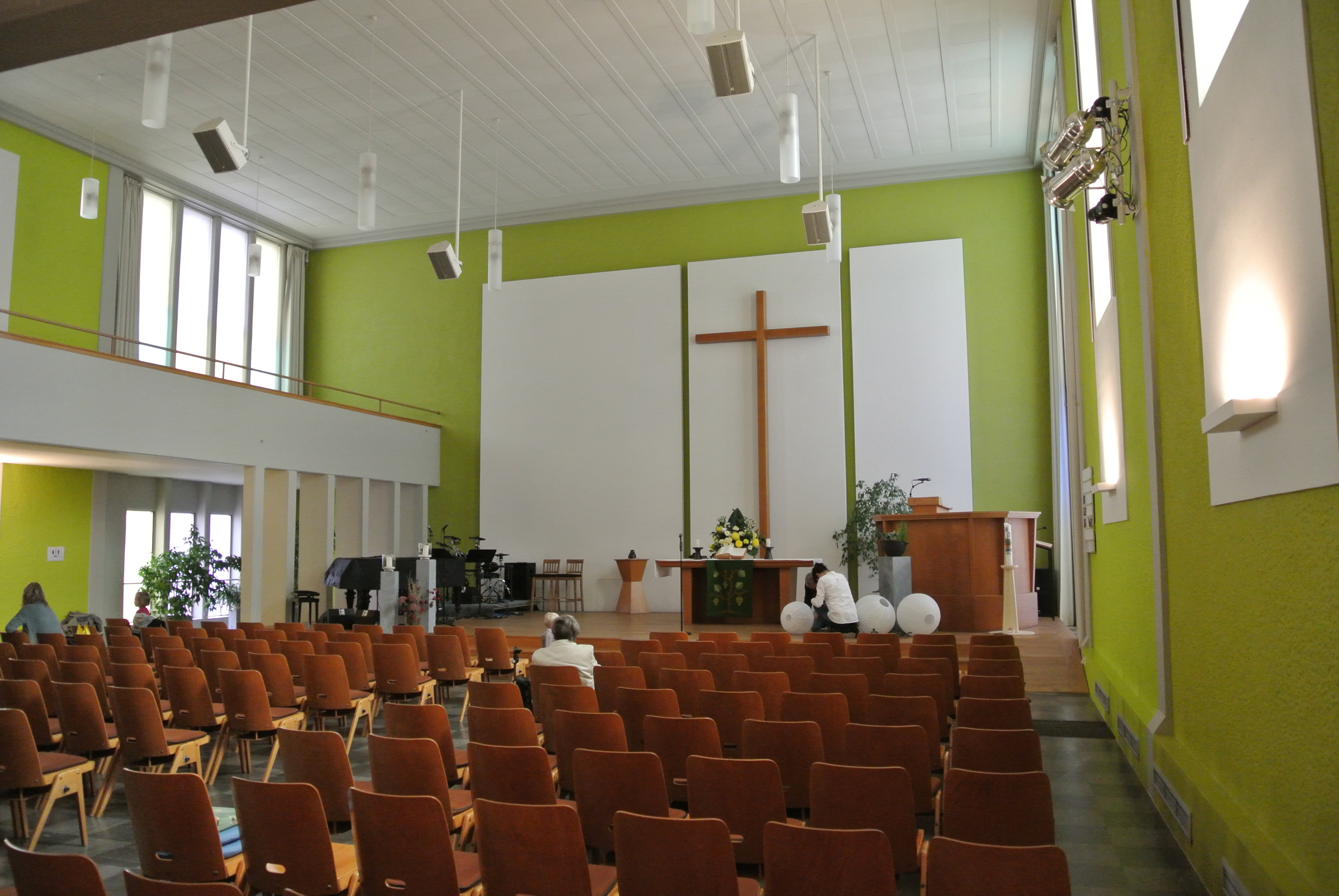
Innenraum

## Geschichte
Johann Carl de Neufville verbrachte als junger Mann in der zweiten Hälfte des 19. Jahrhunderts einen mehrjährigen Aufenthalt in den Vereinigten Staaten von Amerika. Dort lernte er die evangelistische Arbeit von Dwight Moody in Chicago kennen und wurde davon stark beeinflusst. Bei seiner Rückkehr im Jahr 1885 übernahm er die Vereinshaus Nordost genannte missionarische Arbeit. 1887 gründete er einen Jünglingsverein und begann mit dem Bau des Vereinshauses Nordost. Das 1889 eingeweihte Gebäude umfasste unter anderem einen Kirchsaal, der tausend Personen Platz bot. Im Vereinshaus Nordost waren außerdem beheimatet eine Sonntagsschule, der Christliche Verein Junger Männer, das Blaue Kreuz, das Weiße Kreuz, die Gefängnismission, die Bäcker- und Bahnwärtermission und ein Vertrieb christlicher Schriften. Im Jahr 1900 wurde der Evangelische Verein Nord-Ost für Evangelisation und Gemeinschaftspflege und 1930 die Evangelische Personalkirchengemeinde Nord-Ost von der Evangelischen Landeskirche Frankfurt am Main gegründet.
Das Vereinshaus Nordost wurde im Zweiten Weltkrieg bei den Luftangriffen auf Frankfurt am Main im Jahr 1943 zerstört. Ab 1958 wurde nach Plänen des Architekten Fritz Coutandin die neue Nord-Ost-Kirche in der Wingertstraße gebaut und am 11. Dezember 1960 eingeweiht. Die evangelische Personalkirchengemeinde Nord-Ost gehört zur Evangelischen Kirche in Hessen und Nassau.

## Architektur

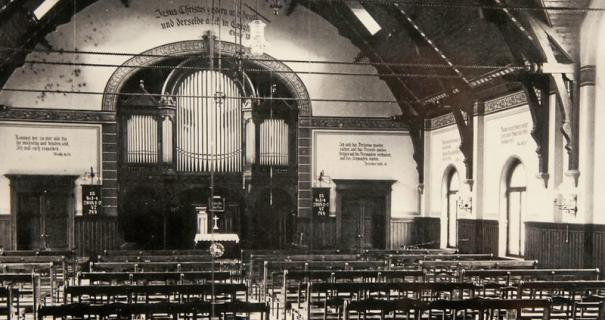
Kirchsaal der alten Nord-Ost-Kirche

Das ursprüngliche Vereinshaus Nordost war ein großes Gebäude, das bautypologisch mehr einer weltlichen Versammlungsstätte als einer Kirche zuzuordnen ist. Es hatte ein Krüppelwalmdach, große Gauben, einen Dachreiter und Rundbogenfenster. Der Innenraum war geprägt von der hölzernen Dachkonstruktion.
Die Nord-Ost-Kirche von 1960 ist deutlich kleiner als das ehemalige Vereinshaus. Das schlichte Gebäude ist zur Straße durch den Kirchturm als Sakralbau zu erkennen. Der Innenraum ist gekennzeichnet durch eine einfache Gestaltung mit einem schlichten tischartigen Altar und einem großen Holzkreuz. Die Orgel aus dem Jahr 1964 mit zwei Manualen und 27 Registern wurde von Förster & Nicolaus Orgelbau hergestellt.